# 托罗哈德尔普里奥拉特
托罗哈德尔普里奥拉特，是西班牙加泰罗尼亚塔拉戈纳省的一个市镇。总面积13平方公里，总人口142人（2001年），人口密度11人/平方公里。